# Seattle Metropolitans
O Seattle Metropolitans foi um time de hóquei no gelo estadunidense baseado em Seattle, a primeira equipa daquele país a ganhar a Copa Stanley, em 1917.

## Histórico
Os Metropolitans começaram a jogar na Pacific Coast Hockey Association em 1915, mesmo ano em que essa liga entrou na disputa pela Copa Stanley contra o time vencedor da National Hockey Association, no na costa leste da América do Norte, antecessora da NHL. As regras das duas ligas eram diferentes (por exemplo, na PCHA alinhavam-se sete jogadores de cada lado, enquanto na NHA eram seis).
Em 1917 a série final envolveu o time de Seattle e o Montreal Canadiens, que tinha vencido a NHA. Todos os jogos das finais foram realizados no estádio conhecido como "The Arena", em Seattle, com alternância de regras. Os Canadiens venceram a primeira partida, mas os Mets venceram as três seguintes e ficaram com a Copa Stanley, que primeira vez ficava com um time dos Estados Unidos. Foi o primeiro título profissional de um time de Seattle.
Dois anos depois, os Mets voltaram às finais da Copa Stanley, para jogar novamente com os Canadiens, mas a série foi cancelada depois do quinto jogo (com duas vitórias para cada lado e um empate), por causa da epidemia de influenza que assolou o mundo naquele ano. Depois de quase todos os jogadores dos Canadiens irem parar no hospital — onde Joe Hall morreu —, o técnico George Kennedy decidiu conceder a Copa Stanley aos Metropolitans por W.O., que não aceitaram. Como resultado, nenhum time foi declarado campeão daquela temporada, e em 1948 os nomes de todos os jogadores de ambas as equipes foram adicionados ao troféu. Em 1920 os Mets chegaram mais uma vez à disputa da Copa, mas perderam para o Ottawa Senators por três jogos a dois.
Na temporada de 1923-24, a PCHA estava afundando, já com um calendário em que seus times também enfrentavam os da West Coast Hockey League. Esses problemas afligiam também os Mets, que tiveram uma média de público de apenas cerca de mil pagantes por jogo. Apesar disso e da fraca campanha, com 14 vitórias e 16 derrotas, o time chegou aos playoffs como melhor da PCHA, mas sucumbiu frente ao Vancouver. Após a eliminação, o time encerrou suas atividades.
Desde então, a cidade de Seattle teve outros times profissionais de hóquei, mas só voltaria a ter outro representante na disputa da Copa Stanley em 2021, quando o Seattle Kraken tornou-se a 32.ª franquia da NHL.